# Worwolińce (przystanek kolejowy)
Worwolińce (ukr. Ворволинці, ros. Ворволинцы) – przystanek kolejowy w pobliżu miejscowości Worwolińce, w rejonie zaleszczyckim, w obwodzie tarnopolskim, na Ukrainie. Leży na linii Biała Czortkowska – Zaleszczyki – Stefaneszty.
Przed II wojną światową istniała w tym miejscu stacja kolejowa.